# Хозинген
Хозинген (люкс. Housen, фр. Hosingen) — коммуна в Люксембурге, располагается в округе Дикирх. Коммуна Хозинген является частью кантона Клерво. В коммуне находится одноимённый населённый пункт.
Население составляет 1842 человека (на 2008 год), в коммуне располагаются 710 домашних хозяйств. Занимает площадь 45,28 км² (по занимаемой площади 7 место из 116 коммун). Наивысшая точка коммуны над уровнем моря составляет 535 м (10 место из 116 коммун), наименьшая 230 м (45 место из 116 коммун).

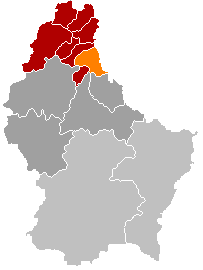
Оранжевый цвет - коммуна Хозинген, красный - кантон Клерво.